# توني هيوز
توني هيوز (بالإنجليزية: Tony Hughes)‏ هو سائق سباق بريطاني، ولد في 31 ديسمبر 1957 في ستوكبورت في المملكة المتحدة.